# Ситаста кост
Ситаста кост (лат. os ethmoidale) је непарна кост смештена испред сфеноидалне, а испод чеоне и учествује у изгадњи зида носне шупљине и унутрашњег зида очне дупље. 
Ситаста кост је састављена од:
- усправног коштаног листа, који гради носну преграду,
- хоризонталног решетастог листа који изграђује кров носне дупље и
- бочних делова пуних пнеуматизованих шупљина, које граде спољашњи зид носне и унутрашњи очне дупље.

## Слике
- Ситаста кост.
- Ситаста кост (фронтално).
- Ситаста кост са десне стране.
- Ситаста кост видљива у десном центру.